# Repo Men
Repo Men és una pel·lícula americana-canadenca del 2010 de ciència-ficció  i thriller dirigida per Miguel Sapochnik i protagonitzada per Jude Law i Forest Whitaker. Està basada en la novel·la The Repossession Mambo d'Eric Garcia.

## Argument
El 2025, una empresa anomenada "La Unió" ha perfeccionat uns òrgans bio-mecànics per reemplaçar òrgans malalts. Si un client s'endarrereix en els pagaments, un "repo man" li reclama l'òrgan artificial (artiforg) del cos; freqüentment aquest procediment causa la mort del client.

## Repartiment
- Jude Law com Remy, un repo man.
- Forest Whitaker com Jake Freivald, el company de Remy.[4]
- Liev Schreiber com Franc Mercer, el cap de Remy.
- Alice Braga com Beth, una cantant que té òrgans artificials múltiples.
- Carice van Houten com Carol, la dona de Remy.
- Chandler Canterbury com Peter, el fill de Remy.
- RZA com T-Os, un músic de soul en deute.
- Yvette Nicole Brown com Rhodèsia
- John Leguizamo com Asbury, un comerciant d'òrgans al mercat negre.
- Liza Lapira com Alva, l'ajudant d'un cirurgià del mercat negre.
- Joe Pingue com Raymond Pearl, un ajudant de Remy que va enviar a Repo el seu cor.
- Tiffany Espensen com Jove Asbury.